# Samuel Clarke
Samuel Clarke   (Norwich, 11 d'octubre de 1675 - Londres, 17 de maig de 1729) va ser un filòsof i teòleg anglès.
Va ser fill d'Edward Clarke, un membre del consell de prefectura que representava la ciutat de Norwich al Parlament. Va ser educat a l'escola lliure de Norwich i al Caius Collge de la Universitat de Cambridge, en el qual es va graduar el 1695. La filosofia de René Descartes era el sistema dominant a la universitat; Clarke, mentrestant, dominava el nou sistema d'Isaac Newton, i va contribuir a la seva divulgació en publicar una versió en llatí del Tractat de física de Jacques Rohault amb comentaris, que ell va escriure abans de completar els 22 anys.
Va fer tota la seva carrera a l'Església d'Anglaterra com capella i rector de diverses parròquies. El 1704 va pronunciar una sèrie de vuit sermons a la Catedral de Saint Paul sobre la Demostració de l'existència i els atributs de Déu que constitueixen una de les expressions més elevades de l'apologètica cristiana utilitzant els descobriments científics més recents.
Entre 1715 i 1716 va tenir una correspondència amb Gottfried Leibniz relativa als principis de la filosofia natural i la religió, però va ser tallada abruptament per la mort del seu antagonista.
El 1729 publicà la traducció a l'anglès dels primers dotze llibres de la Ilíada d'Homer. Tres anys després de la seva mort es publicaren els darrers dotze llibres de la Ilíada, per part del seu fill Samuel Clarke, havent estat revisats i anotats els tres primers d'aquests llibres, i part del quart, pel seu pare, segons afirma.